# آلن برنار
آلن برنار (به فرانسوی: Alain Bernard) (زادهٔ ۱ مهٔ ۱۹۸۳) شناگر اهل فرانسه است.